# スーパーJチャンネルYTSゴジダス
『スーパーJチャンネル YTSゴジダス』（スーパージェイチャンネル ワイティーエス ゴジダス）は、1997年4月から山形テレビ（YTS）で月曜 - 金曜 16:45 - 18:55（JST）に放送されている夕方の報道番組である。
「ゴジダス」というタイトルの由来は、山形弁で「5時です」という意味の「5時だす」をそのままカタカナ表記にしたものである。

## 概要
1996年4月から月曜日に放送されていた『情報わいどYTSゴジダス』を『スーパーJチャンネル』と融合させて月 - 金曜日の放送に昇格する形でスタート。当初は17時からの『スーパーJチャンネル』ニュースコーナーと18時からの『ANNスーパーJチャンネル』以外はローカル枠で、主に17時台が情報企画、18時台がニュースという編成になっていた。
その後、2003年4月からは17時台のローカル枠が消滅（『スーパーJチャンネル』の17時台を完全ネット）すると、情報企画が大幅に縮小された。タイトルが『ゴジダス』であるにも関わらず、実際のローカル放送は18:17から始まる状況となっている。しかし、2006年4月からは金曜日のみローカル枠が復活した。新聞などではゴジダスと表記されているが、番組中は『gojidas』と記されていた。2012年3月12日より18:15からの放送となり、翌月の4月からは再び『ゴジダス』の表記に戻った。
なお、週末の『Jチャンネル』ローカル枠は『スーパーJチャンネル YTSニュース』のタイトルで、年末年始はキー局と同じ番組名の『ANNスーパーJチャンネル』として放送している。この番組の略称・通称については『情報わいどYTSゴジダス』（＝『情報わいどゴジダス』）と差別化するため、『Jチャンゴジダス』と便宜上使用する。。
2021年10月4日より16:43 - 16:45に今日のラインナップを放送するミニ番組『きょうのゴジダス』が放送開始した。

## 放送時間の変遷
| 期間       | 期間      | 放送時間（日本時間）       |
| ---------- | --------- | -------------------------- |
| 1997.3.31  | 2000.9.29 | 16:59 - 19:00（2時間1分）  |
| 2000.10.02 | 2003.3.28 | 16:56 - 19:00（2時間4分）  |
| 2003.3.31  | 2005.7.1  | 16:55 - 19:00（2時間5分）  |
| 2005.7.4   | 2006.3.31 | 16:54 - 19:00（2時間6分）  |
| 2006.4.3   | 2006.9.29 | 17:00 - 19:00（120分）     |
| 2006.10.2  | 2009.4.3  | 16:55 - 19:00（2時間5分）  |
| 2009.4.6   | 2015.3.27 | 16:53 - 18:55（2時間7分）  |
| 2015.3.30  | 2020.3.27 | 16:50 - 18:55（2時間5分）  |
| 2020.3.30  | 2021.10.1 | 16:40 - 18:55（2時間15分） |
| 2021.10.4  | 現在      | 16:45 - 18:55（2時間10分） |

## 出演者

### 総合司会（メインキャスター）
- 高坂瑠奈（全曜日）
- 斉藤佑太（月曜 - 水曜）
- 望月雅人（木曜・金曜）

スポーツコーナー

### 過去の主な出演者
| 期間      | 期間       | 男性            | 男性            | 男性            | 男性            | 男性            | 女性                  | 女性                  | 女性         | 女性              | 女性              |
| 期間      | 期間       | 月              | 火              | 水              | 木              | 金              | 月                    | 火                    | 水           | 木                | 金                |
| --------- | ---------- | --------------- | --------------- | --------------- | --------------- | --------------- | --------------------- | --------------------- | ------------ | ----------------- | ----------------- |
| 1997.3.31 | 2000.3.31  | 黒須英之        | 黒須英之        | 黒須英之        | 黒須英之        | 黒須英之        | 岸千春                | 岸千春                | 岸千春       | 岸千春            | 岸千春            |
| 2000.4.3  | 2001.3.30  | 宮本賢一        | 宮本賢一        | 宮本賢一        | 宮本賢一        | 宮本賢一        | 米田やすみ            | 米田やすみ            | 米田やすみ   | 米田やすみ        | 米田やすみ        |
| 2001.4.2  | 2002.9.27  | 宮本賢一        | 宮本賢一        | 宮本賢一        | 宮本賢一        | 宮本賢一        | 熊谷瞳                | 熊谷瞳                | 熊谷瞳       | 熊谷瞳            | 熊谷瞳            |
| 2002.9.30 | 2005.9.30  | 宮本賢一        | 宮本賢一        | 宮本賢一        | 宮本賢一        | 宮本賢一        | 熊谷瞳                | 熊谷瞳                | 熊谷瞳       | 小坂深和          | 小坂深和          |
| 2005.10.3 | 2007.3.30  | 黒須英之        | 黒須英之        | 黒須英之        | 黒須英之        | 黒須英之        | 熊谷瞳                | 熊谷瞳                | 熊谷瞳       | 小坂深和          | 小坂深和          |
| 2007.4.2  | 2009.3.27  | 黒須英之 佐藤優 | 黒須英之 佐藤優 | 黒須英之 佐藤優 | 黒須英之 佐藤優 | 黒須英之 佐藤優 | 熊谷瞳                | 熊谷瞳                | 熊谷瞳       | 小坂深和          | 小坂深和          |
| 2009.3.30 | 2011.4.1   | 小出匡志        | 小出匡志        | 佐藤優          | 佐藤優          | 佐藤優          | 熊谷瞳                | 熊谷瞳                | 小坂深和     | 小坂深和          | 小坂深和          |
| 2011.4.4  | 2012.3.30  | 小出匡志        | 小出匡志        | 佐藤優          | 佐藤優          | 佐藤優          | 佐々木真奈美          | 佐々木真奈美          | 熊谷瞳       | 熊谷瞳            | 熊谷瞳            |
| 2012.4.2  | 2013.6.28  | 小出匡志        | 小出匡志        | 佐藤優          | 佐藤優          | 佐藤優          | 佐々木真奈美          | 佐々木真奈美          | 佐々木真奈美 | 佐々木真奈美      | 佐々木真奈美      |
| 2013.7.1  | 2014.3.28  | 小出匡志        | 小出匡志        | 佐藤優          | 佐藤優          | 佐藤優          | 石井久美子 神谷美寿々 | 石井久美子 神谷美寿々 | 高橋聡美     | 高橋聡美          | 高橋聡美          |
| 2014.3.31 | 2014.6.27  | 小出匡志        | 小出匡志        | 佐藤優          | 佐藤優          | 佐藤優          | 石井久美子            | 石井久美子            | 神谷美寿々   | 神谷美寿々        | 神谷美寿々        |
| 2014.6.30 | 2014.12.26 | 小出匡志        | 小出匡志        | 佐藤優          | 佐藤優          | 佐藤優          | 高山香織              | 高山香織              | 石井久美子   | 石井久美子        | 石井久美子        |
| 2015.1.5  | 2015.3.27  | 小出匡志        | 小出匡志        | 佐藤優          | 佐藤優          | 佐藤優          | 河野行恵              | 高山香織              | 河野行恵     | 河野行恵          | 高山香織          |
| 2015.3.30 | 2016.4.1   | 前田拓哉        | 前田拓哉        | 佐藤優          | 佐藤優          | 佐藤優          | 河野行恵              | 河野行恵              | 河野行恵     | 河野行恵          | 河野行恵          |
| 2016.4.4  | 2017.3.31  | 前田拓哉        | 前田拓哉        | 前田拓哉        | 前田拓哉        | 前田拓哉        | 河野行恵              | 河野行恵              | 河野行恵     | 塩原桜            | 塩原桜            |
| 2017.4.3  | 2018.9.28  | 前田拓哉        | 前田拓哉        | 前田拓哉        | 前田拓哉        | 前田拓哉        | 塩原桜                | 塩原桜                | 塩原桜       | 塩原桜            | 塩原桜            |
| 2018.10.1 | 2019.3.29  | 清水春樹        | 清水春樹        | 清水春樹        | 清水春樹        | 清水春樹        | 佐藤彩加              | 佐藤彩加              | 佐藤彩加     | 佐藤彩加          | 佐藤彩加          |
| 2019.4.1  | 2021.10.1  | 清水春樹        | 清水春樹        | 清水春樹        | （不在）        | （不在）        | 佐藤彩加              | 佐藤彩加              | 佐藤彩加     | 小坂深和 菅原智郁 | 小坂深和 菅原智郁 |
| 2021.10.4 | 2022.4.1   | 清水春樹        | 清水春樹        | 清水春樹        | （不在）        | （不在）        | 佐藤彩加              | 佐藤彩加              | 佐藤彩加     | 小坂深和 佐藤彩加 | 小坂深和 佐藤彩加 |
| 2022.4.4  | 2024.8.2   | 斉藤佑太        | 斉藤佑太        | 斉藤佑太        | 望月雅人        | 望月雅人        | 佐藤彩加              | 佐藤彩加              | 佐藤彩加     | 菅原智郁          | 菅原智郁          |
| 2024.8.5  | 2025.3.14  | 斉藤佑太        | 斉藤佑太        | 斉藤佑太        | 望月雅人        | 望月雅人        | 中野暁                | 中野暁                | 中野暁       | 菅原智郁          | 菅原智郁          |
| 2025.3.17 | 現在       | 斉藤佑太        | 斉藤佑太        | 斉藤佑太        | 望月雅人        | 望月雅人        | 高坂瑠奈              | 高坂瑠奈              | 高坂瑠奈     | 高坂瑠奈          | 高坂瑠奈          |

- 伊藤さおり（ニュースコーナー担当）
- 鈴木千尋（ニュースコーナー担当）
- 下村泰司（ゴジスポ（Monday dio以外）担当）
- AKEMI（天気予報のあと手話を交えて歌を披露）
- 須貝智郎（コメンテーター）
- テツandトモ（2002年10月から2004年9月まで月2回コーナー出演）
- 田岡明（時折コーナーのナレーションを担当）
- 天池眞樹（同上、前番組の『情報わいどゴジダス』ではメインキャスターを歴任）
- 新井翔子（そらをライブを担当）
- 井澤愛巴（2015年1月 - 2016年3月）

## タイムテーブル（ローカルパート）
- 18:15 ヘッドライン1本・挨拶・県内ニュース
- 18:25 やまがたのみんなでソラをライブ
- 18:27（CM1）
- 18:29特集
- 18:37 やまがたのみんなでソラをライブ
- 18:40 曜日別コーナー
- 18:50 （CM2)
- 18:52 やまがたのみんなでソラをライブ④・終盤のコメント・挨拶

## 主なコーナー
月曜日 - 金曜日
- やまがたのみんなでソラをライブ

月曜日
- スーパーJチャンネル特集
- モンテディオ山形応援宣言

火曜日
- 火曜ニュース最前線
- お取り寄せ逸品
- 新・東京見聞録

水曜日
- 水曜情報局

木曜日
- スーパーJチャンネル特集

金曜日
- 東北湯けむり紀行
- 金曜スポーツ

### 金曜17時台（キンゴジ -gojidas friday-）
※この箱番組枠は、イレギュラー番組枠として不定期にて放送する。
- ホットコミュニケーション野村證券
- 伝言板（『YTSテレビ夕刊』の1コーナー「テレ夕伝言板」時代から続いているコーナー。NHK山形放送局の昼情報番組枠と夕方ニュース番組枠、そしてテレビユー山形の夕方ニュース番組枠も似たようなコーナー編成をしている）
- 山形県内地域ミニ情報コーナー
- Do〜んな天気（以前は平日18時台にも放映されていた）
- 今夜のおすすめ番組

ほか

### 過去にあったコーナー
- 千春のいちおし!
- 口コミ!どっとコム
- ちょこっとグルメPAN
- （得）商店ガイド
- 21世紀に残したい…
- ふらっとGO!
- 早出しMonday dio
- テツandトモの山形のなんでだろう
- 米田先生のみんな集まれ!
- 木村日法の明日の運勢
  - 明日の運勢をみるるん!
- TVクリニック
- ウェザーチャンネル → Do〜んな天気（主に平日６時台。「やまがたのみんなでソラをライブ」の前身）
- 山形・福島ふるさと自慢対決（福島放送『ふくしまスーパーJチャンネル』と共同の生中継リレー企画）
- 高校野球ダイジェスト（夏の高校野球地区大会時に放送。2003年からは独立番組）。
- 金曜17時台・県広報番組「やまがた情報ステーション」(現在は金曜17時台として放送している)

など

## YTS歴代の夕方ニュース
フジテレビ系列時代
- YTSイブニングワイド
- YTSテレビ夕刊
- YTSニュースワイド60
- YTSニュース スーパータイム

テレビ朝日系列移行後
- YTSステーションEYE（毎週月曜日放送回のみ1996年4月期以降は『情報わいどYTSゴジダス』に内包）
- super Jチャンネル YTSゴジダス

## 備考
- 2009年4月6日より、この『Jチャンゴジダス』の地上デジタル放送のEPGでは16:50 - 17:53は『スーパーJチャンネルYTSゴジダスI』（任意ネット枠）、17:53 - 18:15は『スーパーJチャンネルYTSゴジダスII』（全国ネット枠）、18:15 - 18:55は『スーパーJチャンネルYTSゴジダスIII』（ローカル枠）と表示される。
- 2006年10月2日からの『Jチャンゴジダス』については、『今日のJチャン』・『スーパーJチャンネルYTSゴジダスII』・『スーパーチャンネルYTSゴジダスIII』の各オープニングのテーマ楽曲に「super noua」（作曲：松谷卓）が使用されていた（各オープニング使用されているニュース素材は異なる）。
- 2007年9月28日まで地上デジタル放送での『きょうのJチャン』・『スーパーJチャンネルYTSゴジダスI』（金曜日17時台のローカル枠のみ）・『スーパーJチャンネルYTSゴジダスIII』はピラーボックス形式で放送されていた。
- 2006年10月2日より2007年9月28日までの16:55 - 17:00は『きょうのJチャン』という番組名で、天気予報と県内ニュースの予告を放送していた。
- 2018年末は12月24日16:50 - 17:53に自社制作の報道特番『山形ニュースこの一年2018』を放送のため、Part1を休止（Part2・3は通常通り）。その後、25日 - 28日は番組全体の放送時間を5分拡大。ただし、ローカルパートは年末特別編成に伴い休止となり、東京発の『スーパーJチャンネル』を臨時フルネットで放送した（ローカルニュースは16:47 - 16:50に『YTSニュース』を放送し補完）。